# Der Rosengarten von Madame Vernet
Der Rosengarten von Madame Vernet (Originaltitel La fine fleur) ist eine Filmkomödie von Pierre Pinaud. Am Ende des Filmes dankt er seiner Mutter, die er lange pflegte und die ihn zu diesem Film ermutigte.

## Handlung
Da stürzen Eve Vernet, die berühmte Rosenzüchterin aus dem Burgund, mit ihrer treuen „rechten Hand“ Véra aus deren abgeklappertem Auto auf das Gelände des Parisers Parc de Bagatelle, den Ort des Wettbewerbs um den diesjährigen Rosenzüchterpreis „Rose d’Or“ („Goldene Rose“): Den Anmeldetermin verpasst, die Ausstellungsgebühr nicht rechtzeitig entrichtet. Schnell werden die mitgebrachten Rosenstöcke in die Erde versenkt, ehe die Juroren vorbeikommen. Der renommierten Rosenzüchtergärtnerei Vernet, die die alleinstehende fünfzigjährige Eve von ihrem Vater übernommen hatte, geht es nicht gut. Wieder, wie nun schon acht Jahre in Folge geht Eve leer aus. Den diesjährigen Preis, der so wichtig für das Überleben ihres Unternehmens wäre, erhält die Pariser Großgärtnerei Lamarzelle mit industriemäßiger Produktionsweise.
Auch Arbeitskräfte für die Gärtnerei kann Eve nicht mehr bezahlen. Véra hat Fred, Nadège und Samir organisiert, drei obdachlose Arbeitslose aus einem Resozialisierungsprogramm. Wenn sie zu Gärtnern ausgebildet werden, übernimmt der Staat die Bezahlung. Außer kleinkriminellen Erfahrungen bringen sie jedoch weder Interesse noch Fähigkeiten für ihre neue Arbeit mit. Die Tätowierung eines Löwen mit einer Rose auf Freds Oberarm bringt Eve auf eine Rosenzüchteridee. Wie wäre es, wenn sie die alte Rosensorte „Lion“ mit einer ihrer geruchsstarken Sorte kreuzen würde? Doch unglücklicherweise ist die Rose „Lion“ nicht mehr frei zugänglich. Lamarzelle hat sie sich gesichert und hält sie in seinem Hochsicherheitsgewächshaus. Sie überredet Fred mit einschlägigen Erfahrungen und die anderen beiden neuen „Mitarbeiter“ zu deren Erschrecken zu einem Einbruch für die Zusicherung unbefristeter Anstellung.
Der Coup gelingt. Dabei versteht Eve, warum Fred in diese soziale Lage geraten ist. Er wird von seinen Eltern abgelehnt, die jeden Kontakt zu ihm verweigern. Sie erkennt auch, dass Fred eine außergewöhnliche Fähigkeit hat, Gerüche zu identifizieren. Sie ermutigt ihn, sich von seinen Eltern zu lösen.
Eve lehrt ihre neuen Angestellten die Kreuzung von Rosensorten, eine früher von ihr streng geheimgehaltene Methode. Sie fordert sie auf, es an Rosensorten am Rande der Gärtnerei selbst zu versuchen. Es ist ein langer Weg von über einem Jahr von der Kreuzung an der Blüte bis zur blühenden neuen Rosensorte. Eves Gärtnerei hat Probleme, diese Zeit zu überstehen. Eves Mitarbeiter sind zu einem Team geworden. Sie versuchen mit viel Engagement, den Verkauf der Rosenstöcke und Rosen zu intensivieren, um mehr Einnahmen zu generieren: von Haustürgeschäften bis zum Propagieren der Rose als geeignete Blume für Totensonntag bzw. Allerseelen. Es reicht trotzdem noch nicht, zumal ein Hagelschlag einen Teil der Rosenstöcke vernichtet. Eve muss Einrichtungsgegenstände versetzten. Doch dann kommt der Schlag: Eves neue Rosenzüchtung ist gescheitert. Nun ist sie bereit, ihre traditionsreiche Gärtnerei dem Großunternehmer Lamarzelle zu verkaufen, bei Übernahme der Angestellten. Während der Unterzeichnung der Übernahmeprotokolle entdeckt Nadège, dass ihre zufälligen Versuchskreuzungen eine wunderschöne Rosenzüchtung hervorgebracht haben. Eve erhält den Züchterpreis „Rose d’Or“. Sie bekennt, dass nicht sie die Züchterin war, sondern eine junge Anfängerin. Aber ihr Unternehmen hat wieder eine Perspektive. Sie schickt Fred zu einer Ausbildung als Parfümeur und bekennt in der Sprache der Blumen, dass er in ihr eine neue Mutter gefunden hat.

## Produktion
Der Film wurde von den drei Firmen Estrella Productions, France 3 Cinéma und Auvergne-Rhône-Alpes Cinéma produziert. Er kam am 9. September 2021 in die deutschen Kinos.

## Kritik
„So schwierig das Züchten einer neuen Rosenart ist, so einfach ist das Rezept dieses Films. Ein traditioneller, gefährdeter Betrieb kämpft gegen Goliath und bekommt dabei unerwartete Hilfe von Menschen, die ansonsten von der Gesellschaft vergessen wurden. ... Da wäre der etwas merkwürdige Arbeitslose, das rauchende Problemkind (mit unerwarteten Talenten) und die leicht Panische mit den großen Rehaugen. Kritisch betrachtet und trotzdem zusammengehalten wird die schräge Gruppe von der verbitterten Madame Vernet, die nur ihre Rosen an sich heranlässt. Kurzum: Das hätte leicht ein sehr vorhersehbarer und vor allem sehr, sehr kitschiger Film werden können. Aber Pierre Pinaud erzählt die Geschichte mit Leichtigkeit, Humor und unerwarteter Kritik an Sexismus und Homophobie.“
Oliver Armknecht meint: Der Film „erzählt von einer in die Krise geratenen Blumenzüchterin und drei Kriminellen, die zu unerwarteten Gehilfen werden. Das ist anfangs ein bisschen Culture Clash, im Mittelteil Heist Movie, zum Ende gibt es einen größeren Wohlfühlfaktor. Das geht nicht so richtig in die Tiefe, ist aber charmant und unterhaltsam.“
„Pinaud neigt zu einer seltsam unkonzentrierten Erzählweise. Bald erscheint der Film wie eine beschwingte Wohlfühl-Komödie, dann nimmt er sich wie das Porträt einer einsamen Kämpferin aus, die in der Begegnung mit einem jungen Kriminellen ihre fürsorglichen Seiten entdeckt. Zwischendurch sind aber auch Ansätze eines ökologischen Dramas auszumachen. Von einem erzählerischen Meister hätte das durchaus arrangiert werden können. Doch bei Pinaud wirkt alles zunehmend holpriger, obwohl der Film zunächst präzise und sorgfältig beginnt.“
Daneben wird die Rose durch Eves Züchtergeschick zur Metapher für Menschenaufzucht, wobei der junge Fred zur zweiten Hauptfigur aufblüht. Diese zwischen Melancholie und Burleske inszenierten unterschwelligen Zuschreibungen steigern die Dynamik der Erzählung, ohne sie im Gegenzug mit Bedeutung zu überfrachten. ... Regisseur Pinaud zeichnet das schillernde Porträt einer Unternehmerin, mit allem Stress, den die Eigenverantwortung mit sich bringt, und ohne zum Happy End einen solventen Lover aus dem Hut zu ziehen. Und selbst wenn Frot als Eve in ihrer Art, anderen Beine zu machen, einen Hauch von Louis de Funès hat, so verkörpert sie, in ihrer Mischung aus kultivierter Bourgeoise, Wurstlerin und Draufgängerin, auch diesmal ein weibliches Original, das im Gedächtnis bleibt."